# Шосткинський казенний завод «Зірка»
Шо́сткинський казе́нний заво́д «Зі́рка» (історична назва Шосткинський пороховий завод) — пороховий завод у місті Шостці, найстаріше підприємство військово-оборонної галузі в Україні, започатковане на території підвідомчого ГВА хутору Шкірманівського. Саме з цього заводу виникло місто Шостка.

## Історія

### Гетьманщина
В козацькі часи порох спершу виготовляли не централізовано, а в окремих майстернях. Однак вже з кінця XVII століття в джерелах є згадки про селітряні і порохові заводи, що належали гетьманам та козацькій старшині. Головний з них, порох якого за якостями був ліпший за московський, знаходився на території хутору Шкірманівського. З Гетьманщини його надсилали до Січі та Слобідських козаків. У 1712 році в Україну навіть було відправлено спеціальну російську урядову делегацію, аби домовитися про постачання на Москву пороху і селітри. У той же час уряду Скоропадського було заборонено експортувати його за межі краю чи Московії.
В 1711 році уряд Петра I зорганізував на річці Шостці приймальний пункт селітри. Виробництво селітри згідно Гійома де Боплана було вельми поширене в Україні. Є відомості, що порох робили при хуторі Шкірманівськім (Глухівського повіту) на річці Усці, неподалік того місця, де пізніше постав Шосткинський пороховий завод.
В першій половині XVIII століття, за правління Анни Іванівни, під час російсько-турецької війни, що почалася в 1734 році, гостро виникло питання своєчасного поповнення боєприпасами російської армії. Адже театр воєнних дій був значно віддалений від центрів виробництва пороху. Зважаючи на те, що виробництво селітри та пороху здавна практикувалося у Сіверських краях і ця територія знаходилась відносно недалеко від російсько-турецького кордону, царський уряд вирішує організувати виробництво пороху в Україні. Указом Сенату від 14 лютого 1736 року наказувалось:
|  | «в Малороссийские и Слободские полки, казакам и к пушкам пороху сколько какого когда потребно, столько оного делать в Малой России при Генеральной Артиллерии и в Слободских полках в одном полку…» |

Указом від 21 травня 1739 року графу Румянцеву належало «крайнее смотрение прилагать, что бы пороху вистачало не тільки казакам, але й гарнізонам і корпусам». Виконання цього указу стало основою для виникнення порохового заводу — Генеральна військова канцелярія видала майору Постєльнікову дозвіл на будівництво млина на річці Шостці задля створення порохового заводу, що й поклало початок Шосткинському пороховому заводу. Генерал І. Шипов в серпні 1739 р. повідомляв царицю, що для заводу, який «велено завесть в одном Слободском полку», знайдено місце — млин в Ніжинському полку при Вороніжській сотні на річці Шостці, від Глухова у 30 верстах. Пороховий завод почав працювати в серпні 1739 р. На початок грудня було вироблено 750 пудів пороху. 15 жовтня 1742 року завод було закрито, проте виробництво було відновлено за часів Кирила Розумовського (з 1751-го). Завод працював до кінця його правління — 1764 року.
З поновленням у 1764 році II-ї Малоросійської колегії, сенат видав указ про знищення усіх порохових українських заводів. 20 січня 1764 року сенатським указом було «повелено все малороссийские пороховьге заводьі упразднить, а требующийся на малороссийское войско порох приобретать за деньги из Москвьі». Цим кроком Катерина II відсікала порох від Запорізької Січі та надавала пріоритети пороху російського виробництва. Наскільки точно виконувався наказ про знищення невідомо — ймовірно Шосткинський пороховий завод не знищили, а лише на певний час закрили.
Проте 9 червня 1765 р. імператриця, ознайомившись з донесенням генерал-губернатора Малороссії П. О. Румянцева «о полезности заведения на Украине пороховых заводов», наказала начальнику артиллерії графу Григорію Орлову представити з цього питання своє бачення. 14 липня 1765 р. граф Орлов звернувся до Канцелярії головної артилерії та фортифікації з вимогою представити йому звіт про «целесообразности заведения пороховых заводов на Украине». 24 липня 1765 р. Канцелярія, вивчив питання про необхідність постачання в Україні фортець, польових полків, Донського та Малоросійського Війська, а також вільного продажу пороху представила Г. Орлову звіт, в якому підкреслювала, що в Україні «…пороховой завод в благопристойных местах учредить следует».
28 липня 1765 р. Г. Орлов представив звіт Катерині II, в якому виклав висновки Канцелярії та заключив, щ о «…в Малой России завод учредить за полезное признать можно», доручив вибір місця для його будівництва графу П. О. Румянцеву. На цьому звіті Катерина II написала резолюцію — «Быть по сему и о сем с графом Румянцевым снестись».
У серпні 1766 року Григорій Орлов наказав генерал-поручику Внукову зняти план та скласти опис зі старого (закритого) Шосткинського порохового заводу, який знаходився у підпорядкуванні Малоросійської колегії. Для виконання цих робіт на річку Шостку був відряджений капітан Бреклінг. 20 жовтня 1766 року Внуков надіслав Орлову план заводу та звіт, в якому сповіщав, що раніше на Шосткинських порохових заводах вироблялось до 600 пудов пороха на рік, а при будівництві нових порохових млинів можна збільшити його виробництво до 10 тисяч пудів на рік. 7 січня 1768 року Петро Румянцев особисто доповів Орлову, що кращого місця для будівництва порохового завод у артилерійського відомства, ніж старий Шосткинський пороховий завод «…здесь не сыскивается».
У березні 1771 році був виданий наказ сенату про відновлення діяльності заводу та його підпорядкування Головної Канцелярії артилерії, але виробництво пороху відновилося після перебудови лише у 1775 році.
24 березня 1771 року, коли місце для будівництва нового порохового заводу було вже затверджено, Орлов наказав Канцелярії відрядити з Петербургу в Глухів, на Шостку майора артилерії А. А. Рудометова для організації та будівництва нового порохового заводу на місці старого та прийому його в артилерійське відомство. 10 травня 1771 року Канцелярія склала повний план робіт та виділила на будівництво та утримування штату 10 000 руб. 17 травня 1771 року А. А. Рудометов з командою майстрів та артилерійських службовців (17 людей) на 10 ямських підводах вирушили з Санкт-Петербурга вдо Глухова. З кінця 1771 року завод почав називатись Шостенский артиллерийский пороховой завод.
З 1771 по 1775 роки на заводі були побудовані: гребля з трьома шлюзами, п'ять водяних фабрик (млинів), чотири сухопутні млини, селітрова варниця, будинки для складання і сортування пороху, кузня, склади для збереження бочок, інструментів, рогожі й вугілля, пороховий магазин, кам'яні льохи, вартові приміщення, казарми для штату. Командирський будинок зі службами і стайні. Водяні працювали на силі води, а сухопутні на — кінській тязі.
20 лютого 1775 року Рудометов доповідав у Канцелярію про стан штату заводу, про виробництво пороху і селітри. У цей час на заводі працювало 155 чоловік. Тяглова сила — 40 коней і 24 вола. Готового пороху — 448 пудів, сірки 476 пуда, селітри 11 800 пудів. У цей період порох вироблявся чотирьох сортів: гарматний, мушкетний, ручний (дрібний мушкетний), гвинтівковий. При цьому 1/3 обсягів припадала на гарматний. Завод був запланований на виробництво 8 тисяч пудів пороху на рік, але нестача селітри попервах обмежувала виробництво. У 1780 році було виготовлено лише 2 тисячі пудів, а у 1783 — 7 тисяч пудів.
В 1788 році виробничі потужності Шосткинського заводу було розширено — добудовані дві водяні і чотири сухопутні фабрики. З урахуванням цього завод отримав підряд на виготовлення 12 тисяч пудів пороху на рік. У 1789 році, через війну з Туреччиною, були додатково збудовані ще шість «сухопутних» фабрик. Завод отримав та виконав «наряд» на 20 тисяч пудів пороху у 1790, та 30 тисяч пудів — у 1791 році. Слід також відзначити, що пуд пороху на Шосткинському заводі вироблявся за найнижчою ціною — 8 рублів 2 копійки, тоді як на Казанському заводі — 8 рублів 58 копійок, на Московському — 8 рублів 95 копійок, а на Петербурзьких заводах — 10 рублів.
Значні зміни на заводі відбулися після 1799 року у зв'язку зі створенням артилерійської інспекції та призначенням на посаду інспектора всієї артилерії графа Аракчеєва. У 1804 році граф особисто інспектував Шосткинський завод, після чого віддав накази та виділив кошти на оновлення технічного забезпечення виробництва, а також покращення господарських та культурно-побутових умов працівників.

### XIX сторіччя

План ШПЗ з книги «Столетіе Шосткинскаго пороховаго завода (1771—1871)». (з фондів "Музею ШКЗ «Зірка»)

Під час війни 1812 року завод тимчасово був підпорядкований Головнокомандуючому військами. За період війни завод виготовив та відправив у діючу армію 24536 пудів пороху, тож Кутузов видав особливий наказ, яким оголосив подяку адміністрації заводу, а також виділив 1300 рублів для заохочення майстрів та робітників підприємства.
За «Высочайшим повелением» від 11 січня 1846 року при заводі створюється «капсульний заклад», будівництво якого завершено навесні 1847 року. Виготовлення капсулів досягає 200 тисяч штук за день. В 1848 році це виробництво виокремлюється в окремий завод, що існує донині. В цей період завод виготовляв також освітлювальні, запалювальні та фугасні заряди для ракет.
У 1855 році під час оборони Севастополя на Шосткинському заводі було вироблено рекордні 134 374 пуди пороху за ціною 6 рублів 73 ¾ копійки за пуд. Це становить 43 % пороху виготовленого на всіх державних порохових заводах Росії. До того ж, виготовлено ще 50 мільйонів штук капсулів.
У 1871 році завод, як державне підприємство, відсвяткував перше своє сторіччя. З цієї нагоди, у Санкт-Петербурзі, була видана книга «Століття Шостинського порохового заводу (1771—1871)», яка зараз є одним з найцінніших експонатів заводського музею. За 100 років своєї діяльності (1771—1871) завод виготовив для російської армії більше 2 мільйонів пудів пороху різних сортів та понад 200 мільйонів штук капсулів. Під час промислового зростання в Російській імперії, у 1884—1889 роках на реконструкцію та благоустрій Шосткинського порохового заводу виділені значні кошти. Були закриті коннодіючі та вдосконалені вододіючі «фабрики». Збудовані та обнесені земляними валами нові цегляні будівлі. На заводі встановлено три парових машини. Між цехами прокладено вузькоколійку, а також водогінну мережу. З 1888 року введено електричне освітлення заводу.
До 1872 року на заводі працювали тільки військовослужбовці. Наказ «Про впровадження робіт за допомогою вільнонайманих мастерових та робітників» був виданий 20 березня 1872 року. З 1895 року дозволяється праця жінок.
Після переобладнання у 1891—1895 роках, завод почав виготовляти бездимний піроксиліновий порох. Для цього були введені у експлуатацію цехи: сірчаної кислоти, азотної кислоти, піроксиліну та ефіру. У 1899 році було виготовлено 35 040 пудів пороху: «бездымного для береговых пушек — 500 пуд., бездымного ружейного — 20950 пуд., малодымного пушечного — 11000 пуд., малодымного ружейного — 2500 пуд. и „опытного“ — 90 пуд».

### Під час I СВ
Російсько-японська (1904-05 рр.) та перша світова війни сприяли подальшому розвитку заводу. Шосткинський пороховий завод став одним з найбільших порохових заводів Росії. Він забезпечував Варшавську, Ново-Георгієвську, Ковенську, Івано-Городську, Лібавську, Дубенську та Квантунську фортечні артилерії, а також Порт-Артур. За період з 1914 по 1917 роки завод поставив російській армії 10 тисяч тонн бездимного пороху. Крім того, щорічно виготовлялося понад 100 мільйонів штук капсюлів, а також до 50 тисяч штук освітлювальних ракет.
У лютому 1918 року, перед окупацією німецькими військами, більшовики демонтували та вивезли до Москви найцінніше обладнання заводу та порох. Керував "евакуацією" Опанас Ремньов. Робітники ШПЗ відверто саботували евакуацію заводу. Тому ремньовці для вантаження пороху у вагони почали зганяти селян із навколишніх сіл. Особливу увагу комісари звернули на вивіз спирту, бензину, нафти, токарних верстатів, двигунів, шкіряних та гумових привідних ременів та ін. Щодня з заводу вивозили 700 пудів пороху.
Робітники з жахом спостерігали, як червоногвардійці військового комісара Дмитра Моргуна демонтували обладнання заводу, створеного кількома поколіннями шосткинців. Крім того, червоні партизани остогиділи мешканцям поселення своїм щоденним пияцтвом дармового заводського спирту та системними нічними грабунками хатнього майна. Ремньов у відчаї через безсилля вивезти увесь завод, його безмірні запаси пороху та спирту, беззаперечно заявив про свій намір підірвати невивезений порох "во имя спасения России". Проти таких дій та заяв місцеві робітники підняли повстання.
Німці увійшли у місто на початку квітня 1918 року, а у серпні червоні партизани підірвали заводський склад з 40 тисячами пудів пороху. Під час подій Української революції та Радянсько-українських воєн Шостка декілька разів переходила з рук у руки: від німецьких військ до військ УНР, потім до Першої Української дивізії, згодом до військ Денікіна і зрештою опинилася в руках більшовиків. Але і в таких умовах завод частково працював.

### СРСР
Постановою Президії Всеросійського Центрального Виконавчого Комітету від 25 квітня 1921 року орденом Трудового Червоного Прапора були нагороджені Тульский патронний, Охтінський капсюльний та Шосткинський капсюльний (входив до складу Шосткинського порохового заводу) заводи.
У період з 1924 по 1927 рік Шосткинський пороховий завод не мав державного плану на профільну продукцію і тому вимушено виробляв цивільну продукцію та товари широкого вжитку. У 1928 році, в зв'язку з приняттям рішення про будівництво в Шостці фабрики кіноплівки, одна з будівель зарядної майстерні ШПЗ була переобладнана для розміщення в ній експериментально-дослідного виробництва під назвою «Мала кіноплівка». Саме тут, вперше у країні, за період з листопада 1929 по вересень 1931 року було випущено 3 мільйони погонних метрів позитивної кіноплівки.
1930-ті роки стали періодом великої реконструкції, впровадження нових технологій та обладнання. Шосткинський пороховий завод, за участю начальника піроксилінового виробництва В. І. Беляєва, одним з перших опанував технологію виробництва особливої форми деревинної сульфатної целюлози Неймана. При цьому було вирішено багато інженерних та технологічних задач: оптимальне завантаження нітратів, пневматичне транспортування, механічна сушка та інші. Технологічні режими, відпрацьовані Беляєвим на Шосткинському пороховому заводі, потім були впроваджені на всіх порохових заводах країни, що визначило подальше успішне функціонування радянської порохової промисловості у роки Німецько-радянської війни.
Але працювати доводилося у дуже складних умовах — масштабних репресій, та пошуки ворогів народу. Серед репресованих та реабілітованих (посмертно) директор заводу Михайло Георгієвич Нєфєдов, керівники виробництв, цехів, відділів, лабораторій та майстерень. У 1940 — початку 1941 року завод працював з максимальним навантаженням.
З 19 серпня почалася евакуація заводського обладнання та колективу підприємства. Вісім ешелонів було відправлено на заводи в Кемерові та до Красноярську. Багатьох з шосткинських фахівців незабаром призначили на посади керівників тих самих цехів, якими вони до евакуації керували на Шосткинському пороховому заводі. За зразкове виконання завдань ГКО багатьох з них нагороджено орденами та медалями. Після звільнення Шостки від фашистів у вересні 1943 року, колектив приступив до відновлення виробничих потужностей. Вже на початку 1944 року розпочалося виробництво артилерійських зарядів з пороху «ОД» (особливої доставки — від союзників).
По закінченню війни обсяги виробництва оборонної продукції були різко зменшені. Обладнання для порохів частково консервується, та вирішуються питання створення виробництв по випуску цивільної продукції.
Внаслідок проведених реконструкцій, у 1947—1960 роках на заводі створені нові виробництва: вогнепровідних шнурів для гірськорудної промисловості, електроізоляційних матеріалів, товарів широкого вжитку з целулоїду, димного мисливського пороху, нітролаків, фарб та мастики.
У 1960—1970 роки на заводі здані в експлуатацію сучасні роботизовані виробничі потужності та опановані нові вироби оборонної продукції.
У 1971 році колектив підприємства відсвяткував 200-річчя заводу. З цієї нагоди біля заводоуправління встановлено пам'ятну стелу, а в колишньому Будинку командира заводу (побудований у 1837 року) відкрито музей історії та трудової слави підприємства — зараз Музей історії Шосткинського порохового заводу «Зірка». Організатором та першим завідувачем музею став ветеран заводу, який виконував обов'язки директора з 15 вересня 1943 до квітня 1944 — Юрій Якович Іванов.
В музеї зібрані та представлені унікальні матеріали з історії найстарішого в СНД підприємства в галузі виробництва пороху: документи, фото, раритетні видання та натурні експонати.

### Сучасність
Сучасна площа заводу становить 753,7 гектарів.
Основна діяльність заводу зв'язана з випуском димного пороху усіх марок, трубчастого і зернового пороху на основі нітроцелюлози, а також зарядів для ствольної артилерії калібрів 100 мм, 122 мм, 125 мм, 130 мм, 152 мм, підкаліберного пострілу для 125 мм танкової гармати, мисливських димних і нітроцелюлозного пороху, пороху для мисливської зброї.
Також підприємство випускає продукцію загально технічного призначення і товари народного споживання. Це електроізоляційні матеріали: склотекстоліти, текстоліти, гетинакси, ізофлекс, міканіти, мікострічки, скляні стрічки, склослюдострічки; нітроцелюлозна лакофарбова продукція: емалі для покриття внутрішніх і зовнішніх поверхонь по дереву і металу, меблевий лак, а також спеціальні лаки для авіаційної й електронної промисловості; колоксилин лакомастичний; товари побутової хімії; чистячі засоби, пастоподібні мийні речовини, розчинники, клеї, а також будівельні матеріали — клеючі мастики, шпаклювальні матеріали, герметики; етиловий ефір для промисловості і медицини, у тому числі наркозний із трирічним терміном зберігання.
21 лютого 2020 року було викрито директора заводу на хабарі в 5000 доларів США за надання в оренду території заводу.
У березні 2021 року з'явилась інформація, що на заводі «Зірка» у Шостці відновлять виробництво піроксилінових порохів. Для цього є відповідна державна програма, за якою на найстарішому підприємстві Державного концерну «Укроборонпром» буде створена технологічна лінія з малотоннажного виробництва піроксилінових порохів.

## Історичні пам'ятки
На території підприємства ще й досі збереглися найстаріші в Шостці, унікальні будівлі та споруди, які безумовно слід вважати пам'ятками історії та техніки:
1. Дерев'яна будівля Вододіючої порохової фабрики (XVIII століття)
2. Цегляна будівля Гауптвахти ШПЗ (1834 року)
3. Будівля Центральної заводської лабораторії (XIX століття)
4. Комплекс будівель РМЗ (колишній «Деловой двор» — XIX століття)
5. Історична «Крупецька застава ШПЗ» (XIX століття)
6. Будівля «Бумфабрики» (XIX—XX століття)
7. Будівля № 348, в якій у 1929-31 роки працювала «Мала кіноплівка»
8. Башта водопостачання конструкції Шухова (1910-ті роки)
9. Технічна споруда Нісельмана (1930-ті роки)

### Адреса
бул. Садовий , 36, а/с 8, м. Шостка, Сумська обл., 41100, Україна